# Kielschwein

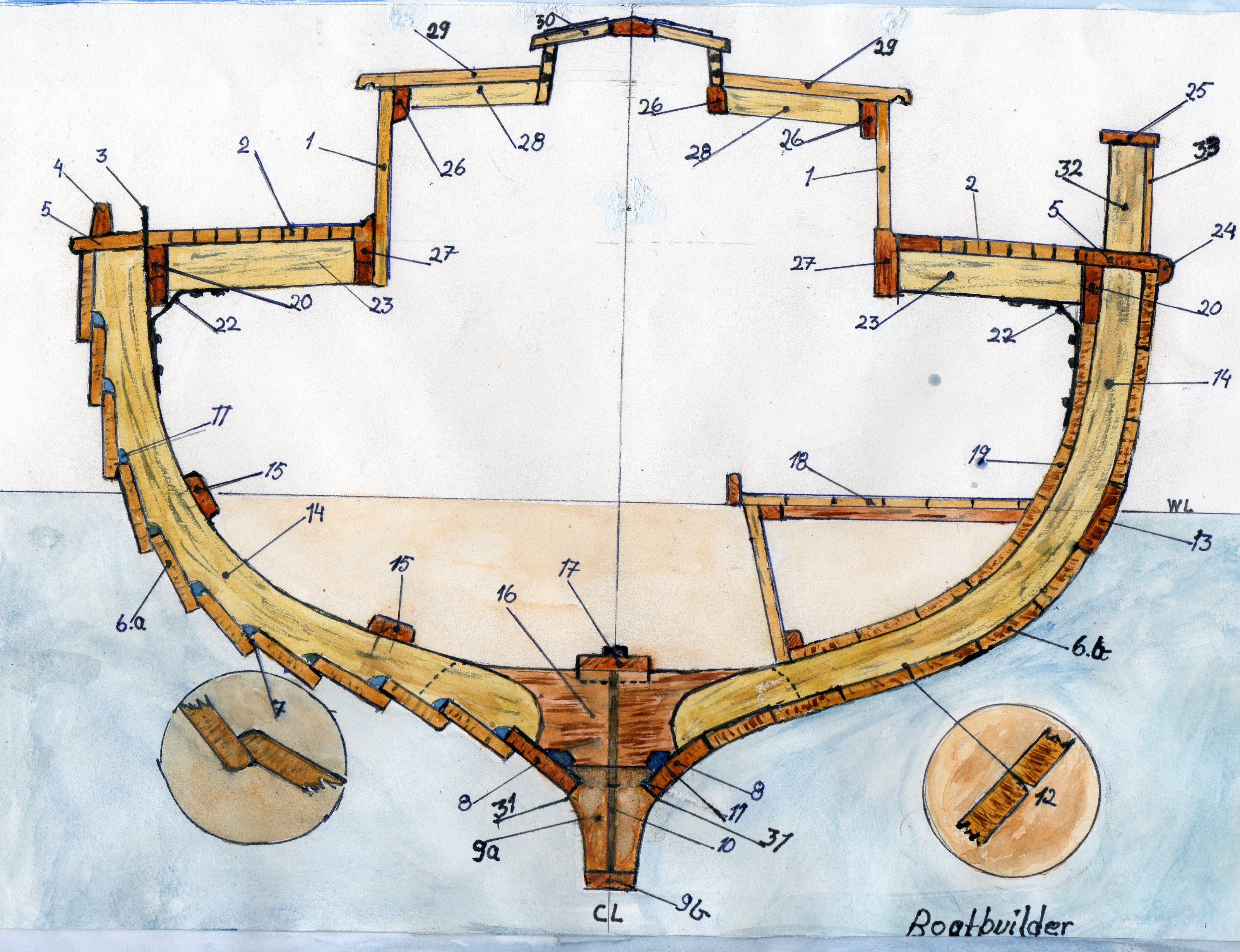
Das Kielschwein befindet sich im Laderaum mittig über dem Kiel und ist mit 17 markiert.

Das Kielschwein ist im Schiff- und Bootsbau ein baulicher Längsverband, der mittig über den Bodenwrangen parallel zum Kiel liegt und dazu dient, dem Rumpf Längssteifigkeit und die Anbindung der Spanten und Bodenwrangen zum Kiel bzw. Kielschwert zu verstärken.
Bei Segelschiffen werden oft die Masten in einem Mastschuh auf das Kielschwein gestellt.
Bei Stahlschiffen ist es ein Innenträger oder auch ein hohler Kasten. Bei den heutigen Schiffen der Großschifffahrt liegt über dem Kielschwein der Rohrtunnel. Bei Holzschiffen ist das Kielschwein eine Holzkonstruktion. Er bildet das innenliegende Gegenstück zum Kiel. Kleine hölzerne Segelboote haben kein eigentliches Kielschwein als Längsverband. Hier wird die hölzerne Konstruktion, auf der der Mast steht, als Kielschwein bezeichnet.
Als seemännischer Brauch gilt es, „Landratten“ (Neulinge an Bord) loszuschicken, um „das Kielschwein“ oder „das Bilgenschwein zu füttern“.